# コロンビヤード砲

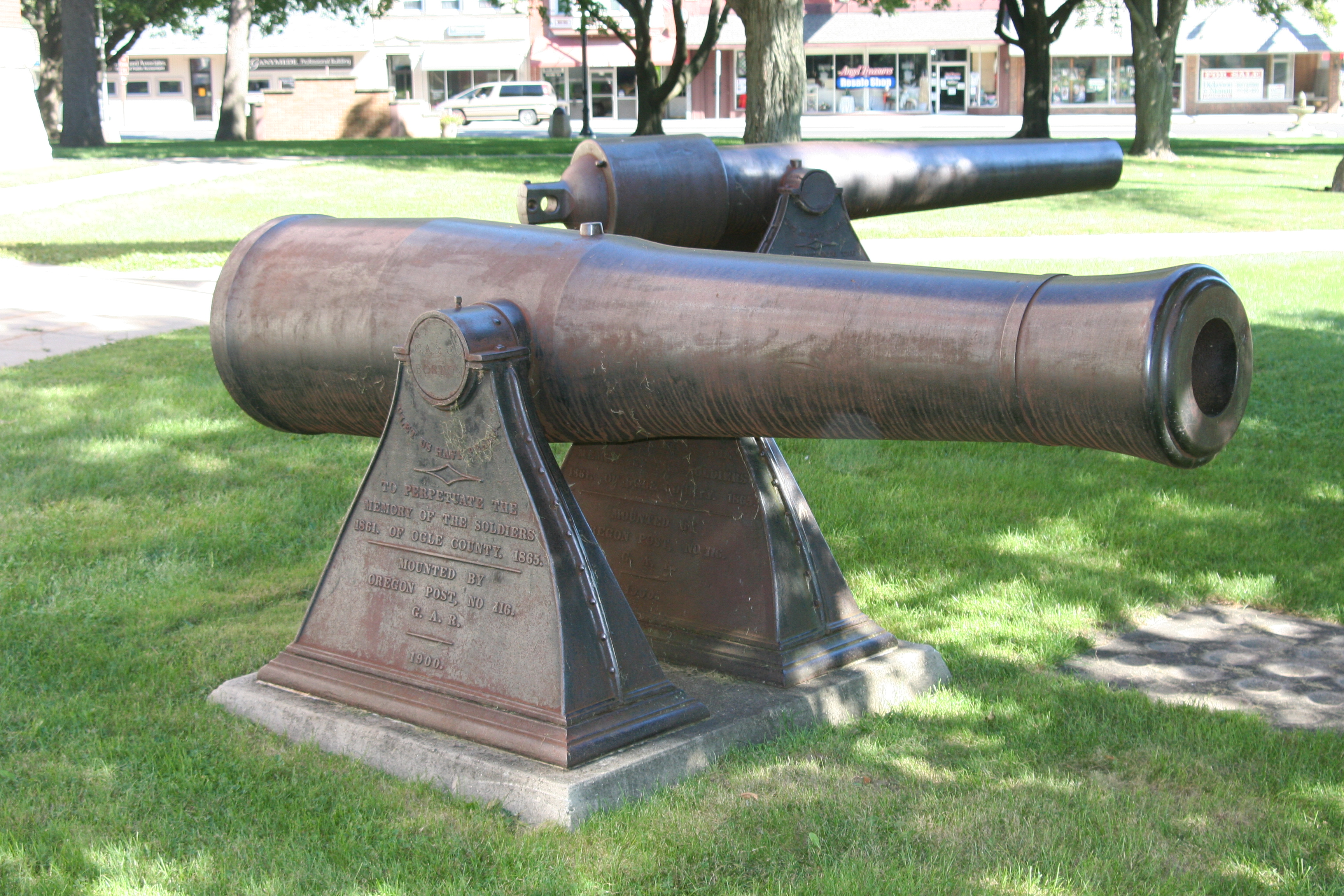
コロンビヤード砲

コロンビヤード砲（コロンビヤードほう、英：Columbiad）またはコロンビアード砲（コロンビアードほう）とは、重い砲弾を高角・低伸いずれの軌道にも投射する能力をもつ、大口径・前装式の滑腔砲である。コロンビヤード砲は、この特徴のために徹甲弾および榴弾に関して長い射程を持つことになり、沿岸警備兵器として重宝された。コロンビヤード砲は、1811年にアメリカ陸軍のジョージ・ボンフォード大佐 (George Bomford) によって発明され、アメリカ合衆国で米英戦争から20世紀の初頭まで使用された。ただしアメリカ陸軍以外で使われたものはごく少数である。
1811年に完成した最初のコロンビヤード砲は口径7.25インチで、50ポンドの砲弾を使用した。生産コストが高かったために、陸軍は初期のコロンビヤード砲を広く受けいれはしなかった。1844年を過ぎてやっと8インチの型と10インチの型が大量生産されるようになった。
8インチのコロンビヤード砲は65ポンドの榴弾を4400ヤード、徹甲弾なら4800ヤード飛ばすことができた。本体重量は9240ポンドであった。10インチのコロンビヤード砲は15400ポンドの重量があり、128ポンドの榴弾を4800ヤード、徹甲弾なら5600ヤード飛ばすことができた。これら鋳鉄製の兵器は、通常、海岸の台に据え付けられた（台とはわずかに傾いた「レール」もしくは木製の梁であり、砲は反動でこの上を滑る）。ほとんどの場合ピヴォットの角度は180度未満であったが、360度の回転を許す砲台も存在した。砲の巨大な質量のため、いちど据え付けられたコロンビヤードの砲台が再び移動されることは少なかった。
南北戦争の直前、火器士官トーマス・ジェファーソン・ロッドマン (Thomas Jefferson Rodman) はコロンビヤード砲の改良版を生み出した。それは彼の名にちなんで呼ばれるようになった。ロッドマン砲は、大型の鋳造物としてはひび割れその他の損傷を起こしにくいよう設計されていた。製作時の改良点としては、鉄を内外から均等に冷やすこと、そして滑らかに先細りになった外形（今日では"soda bottle"と呼ばれる形）に鋳造されたことである。「ロッドマン式」工程は、より大口径のコロンビヤード砲を製造する際にも適用された。
1858年から南北戦争の終わりまで、北部の鋳造工場では8インチ、10インチ、15インチ、20インチのロッドマン型コロンビヤード砲を生産した。8インチ口径のものは旧式と同じ性能を持つに過ぎなかったが、15インチのものは25トン以上の重さがあり、400ポンドの砲弾を5000ヤードも飛ばすことができた。「怪物」こと20インチのコロンビヤード砲は60トン以上の重さで、5マイルの射程を持っていた。この型はごく少数が作られたに過ぎず、実戦で使用されたことは一度もなかった。
南部連合も広範囲に渡ってコロンビヤード砲を使用した。その在庫はほとんどが分離独立時に北部側の兵器庫から獲得したものだった。これらは初期の装甲艦への有効な対抗手段となった。付け加えると、南部連合は品質の劣る8および10インチのコロンビヤード砲は生産した（これらはロッドマン式工程を採っておらず、連続使用には耐えられなかった）。南部連合は性能の向上を求めてコロンビヤード砲にライフリングを施すことも試みている。
南北戦争の後、アメリカ中で多くのコロンビヤード砲が海岸の要塞に放置された。1870年代の終わりにはいくつかがライフリングされ新しい鋼鉄装甲艦を撃つテストがなされたが、結果は芳しくなかった。予算の都合上、陸軍は現代的な砲（元込め式かつ施条された砲）がそれに取って代わった米西戦争の後まで滑腔式のコロンビヤード砲を在庫一覧に残しておいた。今日では、19世紀の海岸の要塞を記念した公園（連邦または州立である）に数多くのコロンビヤード砲が展示されている。アメリカ全土の裁判所をいまだに「守護」しているものもある。

## 小説におけるコロンビヤード砲

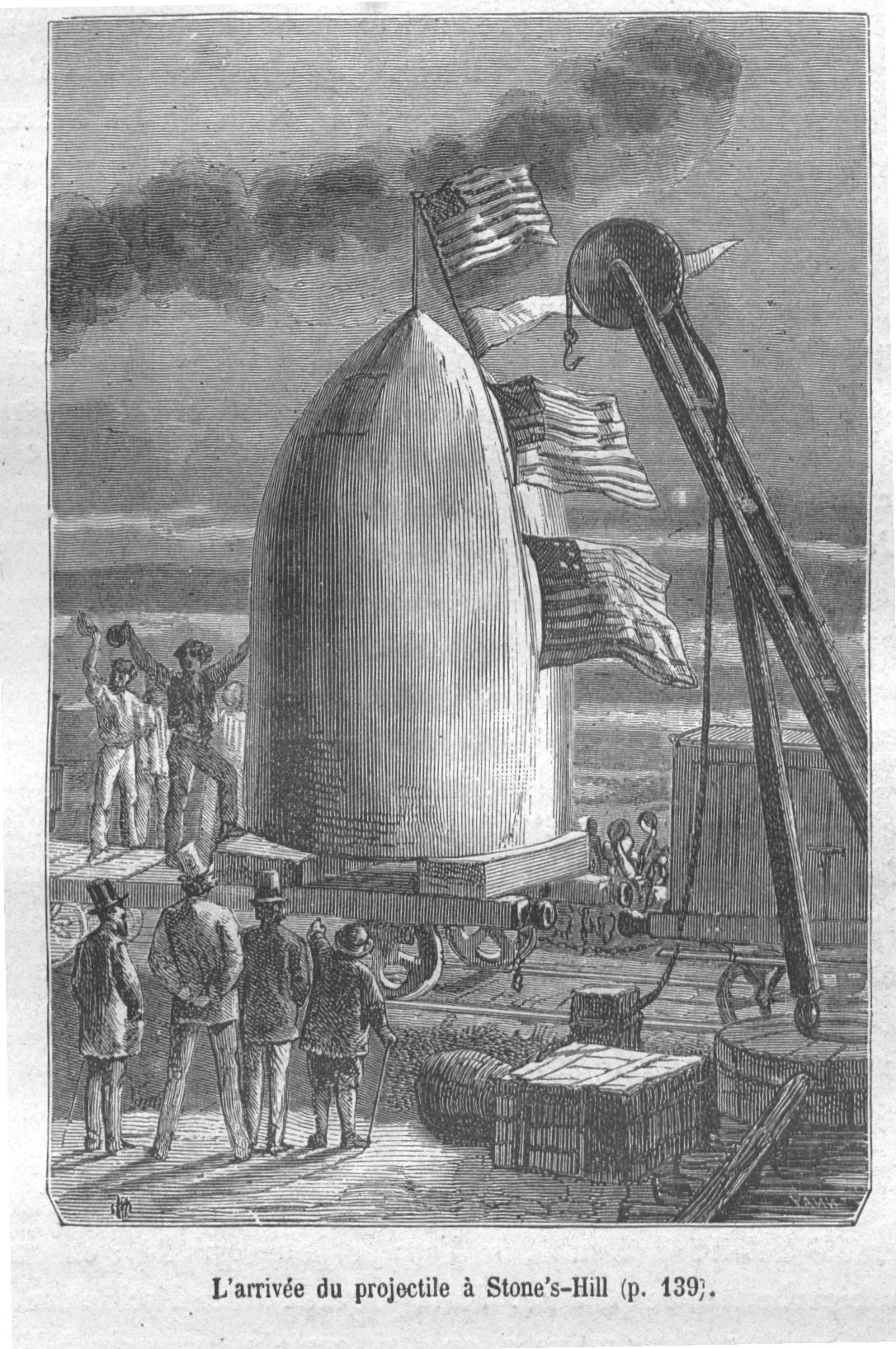
原著の挿絵より

ジュール・ヴェルヌの小説『地球から月へ』において、月に砲弾を撃ち込む目的で南北戦争後のフロリダ州タンパに巨大コロンビヤード砲が建造される。砲弾は初めアルミニウムの中空球体にされる予定だったが、人間を運ぶために弾丸型へと変更される。
現在では加速度と空力加熱の問題からどちらの着想も不可能であることが知られており、マスドライバーなどより現実的な構想では、遥かに長い砲身と様々な技術を使って人間ではなく物資を輸送する用途が想定されている。
この小説中のコロンビヤード砲は、6フィート厚の鉄で鋳造され、長さは900フィート、そして口径9フィートである。重さは六万八千米トン（約六万一千トン）もあり、それゆえにレールに据えられるのではなく地面に直接埋め込まれている。この砲は四十万ポンド（約18トン）の綿火薬を装填され、砲弾に地球の大気圏を離れて月に届くだけの速度（脱出速度）を与える。ディズニーランド・パリに作られた「スペース・マウンテン」にはこの大砲が建設された。